# 栖珊瑚菌属
栖珊瑚菌属（学名：Corallincola）是肠杆菌目下的一个属。

## 下属物种
本属包括以下物种：
- 藤黄栖珊瑚菌 Corallincola luteus
- Corallincola platygyrae Li et al., 2017